# 1983-as atlétikai világbajnokság
Az 1983-as atlétikai világbajnokság volt az első szabadtéri atlétikai vb. 1983. augusztus 7. és augusztus 14. között rendezték a finnországi Helsinkiben. A vb-n 41 versenyszámot rendeztek.

## A magyar sportolók eredményei
Magyarország a világbajnokságon 24 sportolóval képviseltette magát. Érmet nem sikerült nyerni.

## Éremtáblázat
(A táblázatban a rendező nemzet eltérő háttérszínnel kiemelve.)
| Helyezés | Nemzet             | Arany | Ezüst | Bronz | Összesen |
| 1.       | NDK                | 10    | 7     | 5     | 22       |
| 2.       | Egyesült Államok   | 8     | 9     | 7     | 24       |
| 3.       | Szovjetunió        | 6     | 6     | 11    | 23       |
| 4.       | Csehszlovákia      | 4     | 3     | 2     | 9        |
| 5.       | NSZK               | 2     | 5     | 1     | 8        |
| 6.       | Egyesült Királyság | 2     | 2     | 3     | 7        |
| 7.       | Lengyelország      | 2     | 1     | 1     | 4        |
| 8.       | Finnország         | 1     | 1     | 1     | 3        |
| 8.       | Olaszország        | 1     | 1     | 1     | 3        |
| 8.       | Jamaica            | 1     | 1     | 1     | 3        |
| 11.      | Ausztrália         | 1     | 0     | 0     | 1        |
| 11.      | Írország           | 1     | 0     | 0     | 1        |
| 11.      | Mexikó             | 1     | 0     | 0     | 1        |
| 11.      | Norvégia           | 1     | 0     | 0     | 1        |
| 15.      | Kuba               | 0     | 1     | 0     | 1        |
| 15.      | Etiópia            | 0     | 1     | 0     | 1        |
| 15.      | Hollandia          | 0     | 1     | 0     | 1        |
| 15.      | Románia            | 0     | 1     | 0     | 1        |
| 15.      | Spanyolország      | 0     | 1     | 0     | 1        |
| 20.      | Bulgária           | 0     | 0     | 3     | 3        |
| 21.      | Brazília           | 0     | 0     | 1     | 1        |
| 21.      | Kína               | 0     | 0     | 1     | 1        |
| 21.      | Görögország        | 0     | 0     | 1     | 1        |
| 21.      | Marokkó            | 0     | 0     | 1     | 1        |
| 21.      | Nigéria            | 0     | 0     | 1     | 1        |
| Összesen | Összesen           | 41    | 41    | 41    | 123      |

## Érmesek
- WR – világrekord
- CR – világbajnoki rekord
- AR – kontinens rekord
- NR – országos rekord
- PB – egyéni rekord
- WL – az adott évben aktuálisan a világ legjobb eredménye
- SB – az adott évben aktuálisan az egyéni legjobb eredmény

### Férfi
| Versenyszám     | Arany                                                                                       | Arany     | Ezüst                                                                                 | Ezüst     | Bronz                                                                                    | Bronz     |
| --------------- | ------------------------------------------------------------------------------------------- | --------- | ------------------------------------------------------------------------------------- | --------- | ---------------------------------------------------------------------------------------- | --------- |
| 100 m           | Carl Lewis · Egyesült Államok                                                               | 10,07     | Calvin Smith · Egyesült Államok                                                       | 10,21     | Emmit King · Egyesült Államok                                                            | 10,24     |
| 200 m           | Calvin Smith · Egyesült Államok                                                             | 20,14     | Elliott Quow · Egyesült Államok                                                       | 20,41     | Pietro Mennea · Olaszország                                                              | 20,51     |
| 400 m           | Bert Cameron · Jamaica                                                                      | 45,05     | Michael Franks · Egyesült Államok                                                     | 45,22     | Sunder Nix · Egyesült Államok                                                            | 45,24     |
| 800 m           | Willi Wülbeck · NSZK                                                                        | 1:43,65   | Rob Druppers · Hollandia                                                              | 1:44,20   | Joaquim Cruz · Brazília                                                                  | 1:44,27   |
| 1500 m          | Steve Cram · Nagy-Britannia                                                                 | 3:41,59   | Steve Scott · Egyesült Államok                                                        | 3:41,87   | Szaíd Avíta · Marokkó                                                                    | 3:42,02   |
| 5000 m          | Eamonn Coghlan · Írország                                                                   | 13:28,53  | Werner Schildhauer · NDK                                                              | 13:30,20  | Martti Vainio · Finnország                                                               | 13:30,34  |
| 10 000 m        | Alberto Cova · Olaszország                                                                  | 28:01,04  | Werner Schildhauer · NDK                                                              | 28:01,18  | Hansjörg Kunze · NDK                                                                     | 28:01,26  |
| Maraton         | Rob de Castella · Ausztrália                                                                | 2:10:03   | Kebebe Balcha · Etiópia                                                               | 2:10:27   | Waldemar Cierpinski · NDK                                                                | 2:10:37   |
| 110 m gát       | Greg Foster · Egyesült Államok                                                              | 13,42     | Arto Bryggare · Finnország                                                            | 13,46     | Willie Gault · Egyesült Államok                                                          | 13,48     |
| 400 m gát       | Edwin Moses · Egyesült Államok                                                              | 47,50     | Harald Schmid · NSZK                                                                  | 48,61     | Alekszandr Harlov · Szovjetunió                                                          | 49,03     |
| 3000 m akadály  | Patriz Ilg · NSZK                                                                           | 8:15,06   | Bogusław Mamiński · Lengyelország                                                     | 8:17,03   | Colin Reitz · Nagy-Britannia                                                             | 8:17,75   |
| 20 km gyaloglás | Ernesto Canto · Mexikó                                                                      | 1:20:49   | Jozef Pribilinec · Csehszlovákia                                                      | 1:20:59   | Jevgenyij Jevszjukov · Szovjetunió                                                       | 1:21:08   |
| 50 km gyaloglás | Ronald Weigel · NDK                                                                         | 3:43:08   | José Marín · Spanyolország                                                            | 3:43:42   | Szergej Jung · Szovjetunió                                                               | 3:49:03   |
| 4 × 100 m váltó | Egyesült Államok · Emmit King · Willie Gault · Calvin Smith · Carl Lewis                    | 37,86 WR  | Olaszország · Stefano Tilli · Carlo Simmionato · Pierfrancesco Pavoni · Pietro Mennea | 38,37 NR  | Szovjetunió · Andrej Prokofjev · Nyikolaj Szidorov · Vlagyimir Muravjov · Viktor Brizgin | 38,41     |
| 4 × 400 m váltó | Szovjetunió · Szergej Lovacsov · Alekszandr Troscsilo · Nyikolaj Cserneckij · Viktor Markin | 3:00,79   | NSZK · Erwin Skamrahl · Jörg Vaihinger · Harald Schmid · Helmut Weber                 | 3:01,83   | Nagy-Britannia · Ainsley Bennett · Garry Cook · Todd Bennett · Phil Brown                | 3:03,53   |
| Magasugrás      | Gennagyij Avgyejenko · Szovjetunió                                                          | 232 cm    | Tyke Peacock · Egyesült Államok                                                       | 232 cm    | Zhu Jianhua · Kína                                                                       | 229 cm    |
| Rúdugrás        | Szergej Bubka · Szovjetunió                                                                 | 570 cm    | Konsztantyin Volkov · Szovjetunió                                                     | 560 cm    | Atanas Tarev · Bulgária                                                                  | 560 cm    |
| Távolugrás      | Carl Lewis · Egyesült Államok                                                               | 855 cm    | Jason Grimes · Egyesült Államok                                                       | 829 cm    | Mike Conley Sr. · Egyesült Államok                                                       | 812 cm    |
| Hármasugrás     | Zdzisław Hoffmann · Lengyelország                                                           | 17,42 m   | Willie Banks · Egyesült Államok                                                       | 17,18 m   | Ajayi Agbebaku · Nigéria                                                                 | 17,18 m   |
| Súlylökés       | Edward Sarul · Lengyelország                                                                | 21,39 m   | Ulf Timmermann · NDK                                                                  | 21,16 m   | Remigius Machura · Csehszlovákia                                                         | 20,98 m   |
| Diszkoszvetés   | Bugár Imre · Csehszlovákia                                                                  | 67,72 m   | Luis Delís · Kuba                                                                     | 67,36 m   | Gejza Valent · Csehszlovákia                                                             | 66,08 m   |
| Kalapácsvetés   | Szergej Litvinov · Szovjetunió                                                              | 82,68 m   | Yuriy Sedykh · Szovjetunió                                                            | 80,94 m   | Zdzisław Kwaśny · Lengyelország                                                          | 79,42 m   |
| Gerelyhajítás   | Detlef Michel · NDK                                                                         | 89,48 m   | Tom Petranoff · Egyesült Államok                                                      | 85,60 m   | Dainis Kūla · Szovjetunió                                                                | 85,58 m   |
| Tízpróba        | Daley Thompson · Nagy-Britannia                                                             | 8666 pont | Jürgen Hingsen · NSZK                                                                 | 8561 pont | Siegfried Wentz · NSZK                                                                   | 8478 pont |

### Női
| Versenyszám     | Arany                                                              | Arany     | Ezüst | Ezüst     | Bronz                                                                                | Bronz     |
| --------------- | ------------------------------------------------------------------ | --------- | --- | --------- | ------------------------------------------------------------------------------------ | --------- |
| 100 m           | Marlies Göhr · NDK                                                 | 10,97     | Marita Koch · NDK                                                                                              | 11,02     | Diane Williams · Egyesült Államok                                                    | 11,06     |
| 200 m           | Marita Koch · NDK                                                  | 22,13     | Merlene Ottey · Jamaica                                                                                        | 22,19     | Kathy Smallwood-Cook · Nagy-Britannia                                                | 22,37     |
| 400 m           | Jarmila Kratochvílová · Csehszlovákia                              | 47,99 WR  | Taťána Kocembová · Csehszlovákia                                                                               | 48,59 PB  | Marija Pinyigina · Szovjetunió                                                       | 49,19     |
| 800 m           | Jarmila Kratochvílová · Csehszlovákia                              | 1:54,68   | Ljubov Gurina · Szovjetunió                                                                                    | 1:56,11   | Jekatyerina Podkopajeva · Szovjetunió                                                | 1:57,58   |
| 1500 m          | Mary Decker · Egyesült Államok                                     | 4:00,90   | Zamira Zajceva · Szovjetunió                                                                                   | 4:01,19   | Jekatyerina Podkopajeva · Szovjetunió                                                | 4:02,25   |
| 3000 m          | Mary Decker · Egyesült Államok                                     | 8:34,62   | Brigitte Kraus · NSZK                                                                                          | 8:35,11   | Tatyana Kazankina · Szovjetunió                                                      | 8:35,13   |
| Maraton         | Grete Waitz · Norvégia                                             | 2:28:09   | Marianne Dickerson · Egyesült Államok                                                                          | 2:31:09   | Raisza Szmehnova · Szovjetunió                                                       | 2:31:13   |
| 100 m gát       | Bettine Jahn · NDK                                                 | 12,35     | Kerstin Knabe · NDK                                                                                            | 12,42     | Ginka Zagorcseva · Bulgária                                                          | 12,62     |
| 400 m gát       | Jekatyerina Feszenko · Szovjetunió                                 | 54,14     | Ana Ambraziené · Szovjetunió                                                                                   | 54,15     | Ellen Fiedler · NDK                                                                  | 54,55     |
| 4 × 100 m váltó | NDK · Silke Möller · Marita Koch · Ingrid Auerswald · Marlies Göhr | 41,76     | Nagy-Britannia · Joan Baptiste · Kathy Smallwood-Cook · Beverley Callendar · Shirley Thomas                    | 42,71     | Jamaica · Leleith Hodges · Jacqueline Pusey · Juliet Cuthbert · Merlene Ottey        | 42,73     |
| 4 × 400 m váltó | NDK · Gesine Walther · Sabine Busch · Marita Koch · Dagmar Rübsam  | 3:19,73   | Csehszlovákia · Taťána Kocembová · Milena Matejkovičová-Strnadová · Zuzana Moravčíková · Jarmila Kratochvílová | 3:20,32   | Szovjetunió · Jelena Korban · Marina Harlamova · Irina Baszkakova · Marija Pinyigina | 3:21,16   |
| Magasugrás      | Tamara Bikova · Szovjetunió                                        | 201 cm    | Ulrike Meyfarth · NSZK                                                                                         | 199 cm    | Louise Ritter · Egyesült Államok                                                     | 195 cm    |
| Távolugrás      | Heike Drechsler · NDK                                              | 727 cm    | Anișoara Cușmir · Románia                                                                                      | 715 cm    | Carol Lewis · Egyesült Államok                                                       | 704 cm    |
| Súlylökés       | Helena Fibingerová · Csehszlovákia                                 | 21,05 m   | Helma Knorscheidt · NDK                                                                                        | 20,70 m   | Ilona Slupianek · NDK                                                                | 20,56 m   |
| Diszkoszvetés   | Martina Opitz · NDK                                                | 68,94 m   | Galina Murasova · Szovjetunió                                                                                  | 67,44 m   | Maria Petkova · Bulgária                                                             | 66,44 m   |
| Gerelyhajítás   | Tiina Lillak · Finnország                                          | 70,82 m   | Fatima Whitbread · Nagy-Britannia                                                                              | 69,14 m   | Anna Verouli · Görögország                                                           | 65,72 m   |
| Hétpróba        | Ramona Neubert · NDK                                               | 6714 pont | Sabine John · NDK                                                                                              | 6662 pont | Anke Behmer · NDK                                                                    | 6532 pont |